# エスタジオ・ベイラ＝リオ
エスタジオ・ベイラ＝リオ（Estádio Beira-Rio）はブラジルリオグランデ・ド・スル州・ポルト・アレグレにあるスタジアム。正式名称はエスタジオ・ジョゼ・ピニェイロ・ボルダ。

## 概要
1969年4月6日に落成。ポルトアレグレのサッカーチーム、インテルナシオナルの本拠地である。それまでの本拠地であったエスタジオ・ドス・エウカリプトスに代わり完成した。
2014 FIFAワールドカップ開催地のひとつとしても選ばれ、グループステージのフランス対ホンジュラス戦、決勝トーナメントのドイツ対アルジェリア戦など計5試合が行われた。